# جایزه بزرگ اتریش ۱۹۷۰
جایزه بزرگ اتریش ۱۹۷۰ (انگلیسی: ‎1970 Austrian Grand Prix‎) یک مسابقهٔ موتوری در رشتهٔ اتومبیل‌رانی فرمول یک بود که در تاریخ ۱۶ اوت ۱۹۷۰ در آسترایش‌رینگ واقع در اسپیلبرگ، اشتایریا، اتریش برگزار شد. این گراند پری در میان ۱۳ گراند پری در فصل ۱۹۷۰، مسابقهٔ شمارهٔ ۹ بود.
در این مسابقه که در ۶۰ دور و به مسافت ۳۵۴٫۶۶ کیلومتر (۲۲۰٫۳۷۶ مایل) برگزار شد، پول پوزیشن توسط جوهن رایندت کسب شد و سریع‌ترین زمان برای طی یک دور پیست که برابر با ۱:۴۰٫۴ بود نیز به‌طور مشترک توسط ژاکی ایکس و کلی رگاتزونی به ثبت رسید.
ژاکی ایکس از تیم فراری، کلی رگاتزونی از تیم فراری و رولف اشتوملن از تیم برابام-فورد به‌ترتیب مقام‌های اول تا سوم مسابقه را کسب کردند.

## رده‌بندی قهرمانی پس از مسابقه
|       | جایگاه | راننده      | امتیاز |
| ----- | ------ | ----------- | ------ |
|       | ۱      | جوهن رایندت | ۴۵     |
|       | ۲      | جک برابام   | ۲۵     |
|       | ۳      | دنی هیولم   | ۲۰     |
| ۳     | ۴      | ژاکی ایکس   | ۱۹     |
| ۱     | ۵      | جکی استوارت | ۱۹     |
| منبع: |        |             |        |

|       | جایگاه | سازنده      | امتیاز |
| ----- | ------ | ----------- | ------ |
|       | ۱      | لوتوس-فورد  | ۵۰     |
|       | ۲      | مارچ-فورد   | ۳۳     |
|       | ۳      | برابام-فورد | ۳۳     |
|       | ۴      | مک‌لارن-فورد | ۲۷     |
|       | ۵      | فراری       | ۲۵     |
| منبع: |        |             |        |

یادداشت
- تنها پنج جایگاه نخست از هر رده‌بندی نمایش داده شده‌است.